# The Poet Of Cane
|  | Denne artikel er oprettet af botten PalnaBot ud fra en ekstern database. Den kan derfor have sproglige fejl eller mangler. Denne skabelon kan fjernes efter kontrol af indholdet. |

The Poet Of Cane er en dokumentarfilm fra 2000 skrevet og instrueret af Mohammad Tawfik M. Saed.

## Handling
En film om arabisk kaligrafikunst. Med Sagar